# Lielvārde (novads)
Lielvārde (łot.: Lielvārdes novads) – jeden z łotewskich novadsów, funkcjonujący w latach 2009–2021.

## Historia
Novads powstało na terenach należących przed 2009 do rejonu Ogre.
W skład novadsu wchodziło miasto Lielvārde oraz trzy pagastsy: Jumprava, Lēdmane i Lielvārde. Jego stolicą zostało miasto Lielvārde.
Zlikwidowany w ramach reformy administracyjnej 30 czerwca 2021. Wszedł w całości w skład nowego novadsu Ogre.